# Belle-Isle-en-Terre
Belle-Isle-en-Terre település Franciaországban, Côtes-d’Armor megyében. Lakosainak száma 1031 fő (2022. január 1.). Belle-Isle-en-Terre Trégrom, Loc-Envel, Louargat, Plougonver és Plounévez-Moëdec községekkel határos.

## Népesség
A település népességének változása:
| Lakosok száma | 1142 | 1204 | 1067 | 1050 | 1102 | 1058 | 1031 | 1026 | 1029 | 1031 |
|               | 1968 | 1982 | 1990 | 2006 | 2013 | 2015 | 2017 | 2019 | 2020 | 2022 |